# تمسین گریگ
تمسین گریگ (انگلیسی: Tamsin Greig؛ زادهٔ ۱۲ ژوئیهٔ ۱۹۶۶) یک هنرپیشه اهل بریتانیا است.
از فیلم‌ها یا برنامه‌های تلویزیونی که وی در آن نقش داشته است، می‌توان به شان می‌میرد، میراندا، کوکو و دومین هتل فوق‌العاده شگفت‌انگیز ماریگولد، اِما و به سیم آخر زدن تری پرچت اشاره کرد.